# Patrick Division
Die Patrick Division war eine der Divisions in der nordamerikanischen Eishockey-Profiliga NHL. Die Liga war bis 1993 in zwei Conferences (Campbell Conference und Prince of Wales Conference) unterteilt, die sich wiederum in Divisions gliederten. Eine davon war die Patrick Division, die 1974 als Teil der Clarence Campbell Conference gegründet wurde und 1981 in die Prince of Wales Conference umzog.
Mit der Expansion der Liga im Jahr 1993 und der darauffolgenden Neuformation des Ligensystems wurde die Division von der Atlantic Division abgelöst.
Benannt war die Patrick Division nach Lester Patrick, einem der Gründerväter der New York Rangers. Die  Philadelphia Flyers sind mit acht Meistertiteln zum Ende der regulären Saison in der Rekordmeister der Patrick Division.

## Teams
| 1974                | 1975           | 1976           | 1977           | 1978           | 1979           | 1980           | 1981                | 1982                | 1983              | 1984 | 1985 | 1986 | 1987 | 1988 | 1989 | 1990 | 1991 | 1992 | 1993 |
| ------------------- | -------------- | -------------- | -------------- | -------------- | -------------- | -------------- | ------------------- | ------------------- | ----------------- | ---- | ---- | ---- | ---- | ---- | ---- | ---- | ---- | ---- | ---- |
| Atlanta Flames      | Atlanta Flames | Atlanta Flames | Atlanta Flames | Atlanta Flames | Atlanta Flames | Atlanta Flames | CF1                 |                     |                   |      |      |      |      |      |      |      |      |      |      |
| New York Islanders  |                |                |                |                |                |                |                     |                     |                   |      |      |      |      |      |      |      |      |      |      |
| New York Rangers    |                |                |                |                |                |                |                     |                     |                   |      |      |      |      |      |      |      |      |      |      |
| Philadelphia Flyers |                |                |                |                |                |                |                     |                     |                   |      |      |      |      |      |      |      |      |      |      |
|                     |                |                |                |                |                |                | Washington Capitals |                     |                   |      |      |      |      |      |      |      |      |      |      |
|                     |                |                |                |                |                |                |                     | Pittsburgh Penguins |                   |      |      |      |      |      |      |      |      |      |      |
|                     |                |                |                |                |                |                |                     |                     | New Jersey Devils |      |      |      |      |      |      |      |      |      |      |

1 Calgary Flames

## Meister
| - 1975 – Philadelphia Flyers - 1976 – Philadelphia Flyers - 1977 – Philadelphia Flyers - 1978 – New York Islanders - 1979 – New York Islanders - 1980 – Philadelphia Flyers - 1981 – New York Islanders - 1982 – New York Islanders - 1983 – Philadelphia Flyers - 1984 – New York Islanders | - 1985 – Philadelphia Flyers - 1986 – Philadelphia Flyers - 1987 – Philadelphia Flyers - 1988 – New York Islanders - 1989 – Washington Capitals - 1990 – New York Rangers - 1991 – Pittsburgh Penguins - 1992 – New York Rangers - 1993 – Pittsburgh Penguins |